# Palomeque
Palomeque est une commune d'Espagne de la province de Tolède dans la communauté autonome de Castille-La Manche.

## Les Hospitaliers
Palomeque est un peuplement initié en 1476 par les Hospitaliers de l'ordre de Saint-Jean de Jérusalem. Le village dépendait de la baillie hospitalière d'Olmos (es) puis de la commanderie magistrale d'El Viso de San Juan au sein du grand prieuré de Castille et León.

## Administration
| Période | Période | Identité                  | Étiquette    | Qualité |
| ------- | ------- | ------------------------- | ------------ | ------- |
| 1979    | 1983    | Pedro Ledesma García      | UCD          |         |
| 1983    | 2003    | Valentín Rey Torrejón     | AD/PDP/UL/PP |         |
| 2003    | 2011    | Juan de Dios Pérez García | PSOE         |         |
| 2011    |         | Fernando Ledesma Ledesma  | PP           |         |